# Кастелгајар
Кастелгајар (фр. Castelgaillard) насеље је и општина у јужној Француској у региону Миди Пирене, у департману Горња Гарона која припада префектури Сен Годан.
По подацима из 2011. године у општини је живело 59 становника, а густина насељености је износила 8,65 становника/km². Општина се простире на површини од 6,82 km². Налази се на средњој надморској висини од 330 метара (максималној 351 m, а минималној 206 m).

## Демографија
| 1962. | 1968. | 1975. | 1982. | 1990. | 1999. | 2011. |
| ----- | ----- | ----- | ----- | ----- | ----- | ----- |
| 110   | 115   | 100   | 84    | 67    | 67    | 59    |

График промене броја становника у току последњих година